# Budziszewice (województwo łódzkie)
Budziszewice – wieś w Polsce położona w województwie łódzkim, w powiecie tomaszowskim, w gminie Budziszewice.
Miejscowość jest siedzibą gminy Budziszewice.
Miasto prywatne założone w 1358 roku, położone w ziemi rawskiej województwa rawskiego. W 1364 w Budziszewicach powstała rzymskokatolicka parafia Przemienienia Pańskiego. Budziszewice uzyskały lokację miejską przed 1407 rokiem, zdegradowane przed 1550 rokiem, powtórne nadanie praw miejskich po 1650 roku, utrata przed 1793 rokiem.
Wieś królewska w starostwie budziszewskim w ziemi rawskiej województwa rawskiego w 1792 roku.
W latach 1954–1972 wieś należała i była siedzibą władz gromady Budziszewice. W latach 1975–1998 miejscowość administracyjnie należała do województwa piotrkowskiego.
W miejscowości istnieje ochotnicza straż pożarna, która została założona w 1919 roku.
W Budziszewicach znajdują się obiekty wpisane do rejestru zabytków nieruchomych (nr rej.: A/66 z 17.11.2008):
- kościół pw. Przemienienia Pańskiego, wybudowany w latach 1907–1909
- przykościelny cmentarz z XIX w.
- murowano-metalowe ogrodzenie z przełomu XIX/XX w.